# 皿缽料理

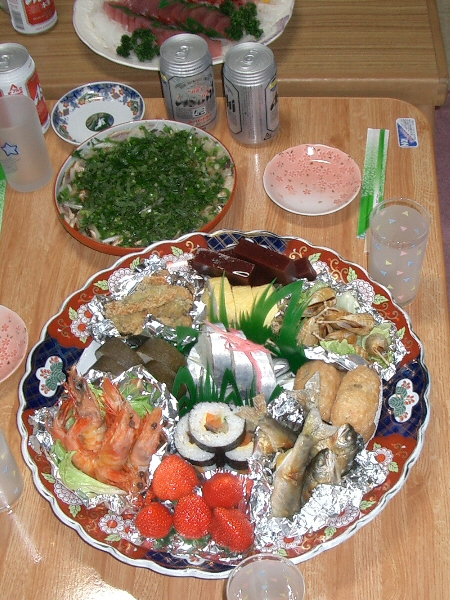
皿缽料理

皿缽料理（日文：皿鉢料理、さわちりょうり）是日本高知縣和三重縣等地方的鄉土飯菜。專門在集聚的宴會和集會時提供。太平洋沿岸地區各處都有同類形的飯菜。

## 土佐的皿缽料理

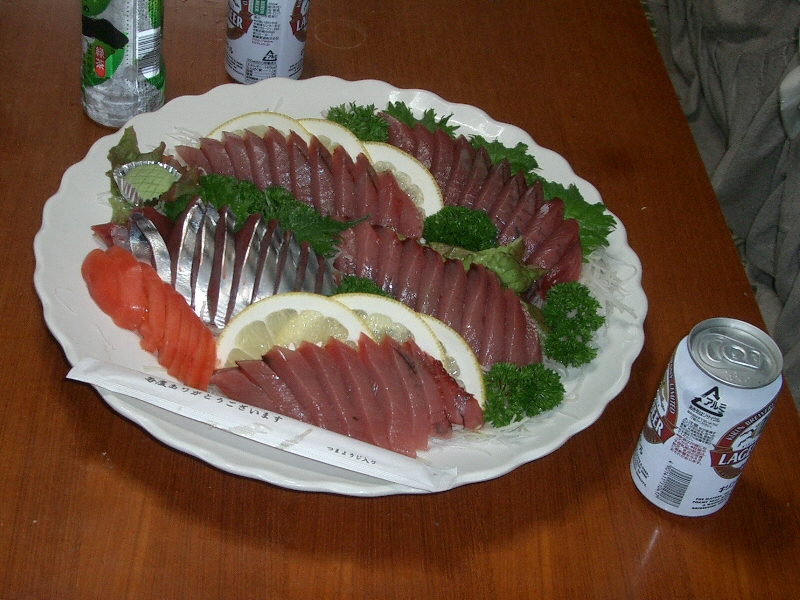
皿缽料理

在桌上排列有40cm以上的大碟子，將繁多的飯菜盛戴在內，參加者從那裡把自己喜歡的東西分成小碟吃。因為從主菜到羊羹和水果，預先的飯菜全部都有提供，配菜在途中有整理的必要。根據女性宴會中，她們把皿缽的飯菜做為酒菜於在廚房，以方便人客們舉行宴會。如果在自己的家製作皿缽料理，要預先準備多一些材料。
到昭和時代，常常有以親屬和朋友為主的宴會，把青花魚和科魚的壽司、雞蛋卷、海帶卷、生魚片，以自己的方法做成。不過，隨著時代轉變，人們多是向外訂購皿缽料理。
高知縣有名的鰹魚都盛戴在皿缽料理中，不過，因為加上蔥、蒜等的佐料，從上面來看人們便以為只有佐料而看不見肉塊。